# Brandeville
Brandeville är en kommun i departementet Meuse i regionen Grand Est (tidigare regionen Lorraine) i nordöstra Frankrike. Kommunen ligger i kantonen Damvillers som tillhör arrondissementet Verdun. År 2022 hade Brandeville 172 invånare.

## Befolkningsutveckling
Antalet invånare i kommunen Brandeville
| Referens: INSEE |